# The Beatles 1967–1970
The Beatles 1967—1970 — альбом-компиляция, антология песен The Beatles 1967—1970 годов (2 пластинки), известен также как Blue Album («Голубой альбом» или «Синий альбом»), вышедший в 1973 году.
Создание альбома организовал менеджер Apple Records Аллен Клейн в последние месяцы перед его увольнением с этой должности. Как и в случае с The Beatles 1962–1966, сборник был создан компаниями Apple и EMI/Capitol Records в ответ на бутлег-сборник под названием Alpha Omega, который продавался на телевидении в предыдущем году. В печатной рекламе этих двух пластинок было заявлено, что они являются «единственной авторизованной коллекцией Битлз». Успех двух официальных двойных LP-компиляций вдохновил компанию Capitol на переиздание хитов 1960-х годов группы Beach Boys, начиная с альбома 1974 года Endless Summer.
10 ноября 2023 года была выпущена делюксовая расширенная версия альбома, включающая ранее не издававшуюся песню «Now and Then», последний сингл группы. В это издание вошли юбилейные ремиксы.

## Список композиций

### Первая пластинка
1. «Strawberry Fields Forever»
2. «Penny Lane»
3. «Sgt. Pepper’s Lonely Hearts Club Band»
4. «With a Little Help from My Friends»
5. «Lucy in the Sky with Diamonds»
6. «A Day in the Life»
7. «All You Need Is Love»
8. «I Am the Walrus»
9. «Hello, Goodbye»
10. «The Fool on the Hill»
11. «Magical Mystery Tour»
12. «Lady Madonna»
13. «Hey Jude»
14. «Revolution»

### Вторая пластинка
1. «Back in the USSR»
2. «While My Guitar Gently Weeps»
3. «Ob-La-Di, Ob-La-Da»
4. «Get Back»
5. «Don’t Let Me Down»
6. «The Ballad of John and Yoko»
7. «Old Brown Shoe»
8. «Here Comes the Sun»
9. «Come Together»
10. «Something»
11. «Octopus’s Garden»
12. «Let It Be»
13. «Across the Universe»
14. «The Long and Winding Road»

## Обложки альбомов
Для дебютного альбома группы «Битлз» Please Please Me 1963 года фотограф Ангус Макбин сделал характерную цветную фотографию, на которой группа смотрит вниз с лестничной площадки внутри EMI House (лондонская штаб-квартира EMI на Манчестер-сквер, снесенная в 1995 году).
В 1969 году «Битлз» попросили Макбина воссоздать этот снимок. Хотя фотография из фотосессии 1969 года первоначально предназначалась для планировавшегося тогда альбома Get Back, она не была использована, поскольку этот проект перерос впоследствии в Let It Be. Таким образом незадействованное фото стало основой для конверта этой пластинки, также как ещё один неиспользованный снимок из фотосессии 1963 года пригодился для лицевой обложки The Beatles 1962–1966.
Фотография на внутренней стороне обложки обоих альбомов приписывается Стивену Голдблатту и Дону Маккаллину и относится к фотосессии «Mad Day Out», состоявшейся в Лондоне в воскресенье 28 июля 1968 года.
Обложка альбома была оформлена Томом Уилксом.

## Переиздание 2023 года
К 50-летию выпуска Тhе Вluе Аlbum (1967—1970), который в оригинале вышел в 1973-м году, в 2023 году было подготовлена и выпущена обновлённая и расширенная версия. В Тhе Вluе Аlbum включены девять дополнительных композиций: «Within You Without You», «Dear Prudence», «Glass Onion», «Blackbird», «Hey Bulldog», «Oh! Darling», «I Want You (She’s So Heavy)», «I Me Mine» и «Now and Then».
Шесть композиций («I Am the Walrus», «The Fool on the Hill», «Magical Mystery Tour», «Revolution», «Hey Bulldog» и «Old Brown Shoe») получили новые стереомиксы для этого релиза. Стереомиксы для остальных треков были взяты из записей, созданных для переизданий альбомов, вышедших ранее: 1 (2015), Sgt. Pepper’s Lonely Hearts Club Band: 50th Anniversary Edition (2017), The Beatles: 50th Anniversary Edition (2018), Abbey Road: 50th Anniversary Edition (2019) и Let It Be: Special Edition (2021). Альбом также доступен в объёмном звучании Dolby Atmos. На CD и цифровых изданиях дополнительные треки вставлены в трек-лист в хронологическом порядке оригинального выпуска каждого трека, а на виниловом издании первые две пластинки сохраняют трек-лист релиза 1973 года, а дополнительные треки помещены на третью пластинку. Виниловые издания выходят как на стандартном, так и на цветном виниле с соответствующими цветами каждой компиляции.